# Hartmann Ludwig von Wangenheim

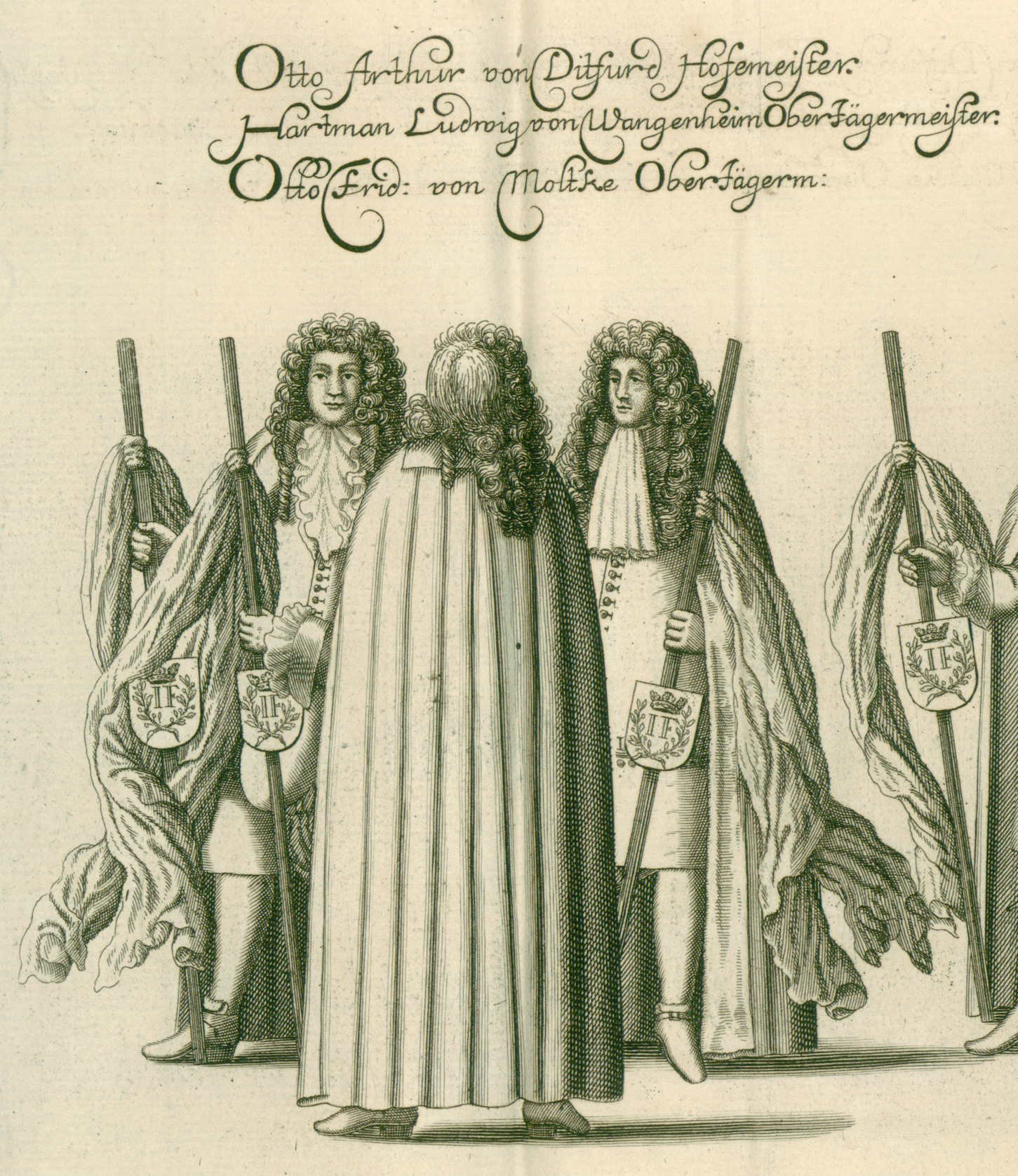
Der Marschall und Oberjägermeister Hartmann Ludwig von Wangenheim mit dem Hofmeister Otto Arthur von Ditfurth und dem Oberjägermeister Otto Friedrich von Moltke;
1680 bei der Beerdigungs-Prozession für Herzog Johann Friedrich von Braunschweig-Lüneburg; Kupferstich (Ausschnitt) von Johann Georg Lange auf Initiative von Gottfried Wilhelm Leibniz

Hartmann Ludwig von Wangenheim (* 29. September 1633 in Thüringen; † 30. Dezember 1718) war ein deutscher Hofbeamter aus der Familie von Wangenheim und Kurhannoverscher Oberforst- und Jägermeister.

## Leben
Hartmann Ludwig von Wangenheim entstammte dem thüringischen Adelsgeschlecht von Wangenheim und wurde während des Dreißigjährigen Krieges im Jahr 1633 in Thüringen geboren als Sohn des Jägermeisters Hans Dietrich von Wangenheim († vor 1697).
Von Wangenheim, der Anna Magdalena von Reden aus der an der Franzburg ansässigen Familie zur Gemahlin nahm, wurde bereits als Zwölfjähriger Vater seiner Tochter Anna Sibylla von Wangenheim (* 29. September 1651; † 1642 in Nörtern), die 1665 als zweite Ehefrau den Ludwig von Dörberg (* 1629; † 22. Februar 1696) heiratete. Von von Wangenheims Söhnen wurde der älteste, August Wilhelm von Wangenheim (1697–1764), Nachfolger auf den von Wangenheimschen Gütern in Waake sowie Oberhofmarschall in Hannover. Der jüngere Georg August von Wangenheim stieg bis zum General der Infanterie auf.
Von Wangenheim diente zunächst dem Herzog Ernst August von Braunschweig-Lüneburg und siedelte in dessen Gefolge im Jahr 1679 vom Hof von Osnabrück ins Hannoversche über. Als Oberforst- und Jägermeister legte er für seinen Landesherrn nordwestlich der Stadt Hannover und weit entfernt vom damaligen Dorf Herrenhausen den Entenfang an, um die Hofküche regelmäßig mit Enten versorgen zu können.
Auf der Suche nach günstigem eigenen Grundbesitz erwarb von Wangenheim ab 1699 in Waake zunächst die freien Meierhöfe von Christoph Georg von Bonn. Das Gut wurde jedoch infolge des Strebens nach einer politischen Karriere am Hof zu Hannover zeitweilig verpachtet oder durch Verwalter bewirtschaftet.
Von Wangenheims Vater, seine Ehefrau und der Oberforst- und Jägermeister selbst lieferten Themen für den Briefwechsel zwischen dem hannoverschen Hofrat und Universalgelehrten Gottfried Wilhelm Leibniz und der Kurfürstin Sophie und wurden dadurch Teil des Weltdokumentenerbes der UNESCO.
Hartmann Ludwig von Wangenheim wollte – ebenso wie sein Sohn und Nachfolger – auf seinem Landsitz in Waake beerdigt werden.

## Archivalien
Archivalien von und über Hartmann Ludwig von Wangenheim finden sich beispielsweise
- im Niedersächsischen Landesarchiv (NLA) – Standort Hannover als Nachlass mit der Inhaltsangabe Jagdgerechtigkeit im Amte Bokeloh, Beschwerde des Ernst von Rontzier über den Amtmann von Calenberg für die Laufzeit 1682–1713, erschlossen durch ein Findbuch[8]